# Pseudotrapelus dhofarensis
Espèce
Pseudotrapelus dhofarensis est une espèce de sauriens d'Oman appartenant à la famille des Agamidae. 

## Répartition
Cette espèce est endémique d'Oman.

## Description
Le mâle holotype mesure 286 mm de longueur totale dont 93 mm de longueur standard et 193 mm de queue.

## Étymologie
Son nom d'espèce, composé de dhofar et du suffixe latin -ensis, « qui vit dans, qui habite », lui a été donné en référence au lieu de sa découverte, la région de Dhofar.

## Publication originale
- (en) Melnikov & Pierson, 2012 : A new species of Pseudotrapelus (Agamidae, Sauria) from Dhofar, Oman. Current Studies in Herpetology, vol. 12, no 3/4, p. 143-151 (texte intégral).